# Kirk Franklin
Kirk Dewayne Franklin (nacido el 26 de enero de 1970) es un director de coro, músico, cantante, compositor y autor estadounidense. Es conocido por liderar coros de gospel contemporáneo urbano como The Family, God's Property y One Nation Crew (1NC), entre muchos otros. Ha ganado numerosos premios, incluidos 16 premios Grammy. Variety apodó a Franklin como el "El vigente rey de Evangelio Urbano".

## Primeros años
Nativo de Fort Worth, Texas, Franklin fue criado por su tía, Gertrude, habiendo sido abandonado cuando era un bebé por su madre. Gertrude recicló latas de aluminio para recaudar fondos para que Kirk tomara lecciones de piano a partir de los cuatro años. Kirk se destacó y fue capaz de leer y escribir música mientras también tocaba de oído.
A la edad de siete años, Franklin recibió su primer contrato que su tía rechazó. Se unió al coro de la iglesia y se convirtió en director musical del monte. Coro de adultos de Rose Baptist Church a los once años de edad.
En su adolescencia, Franklin se rebeló contra su estricta educación religiosa y, en un intento por evitar que se metiera en problemas, su abuela organizó una audición para él en un conservatorio juvenil profesional asociado con una universidad local. Fue aceptado, pero luego tuvo que lidiar con el embarazo de una novia y su eventual expulsión de la escuela por mal comportamiento.
Kirk Franklin estudió música con Jewell Kelly y los Singing Chaparrals en Oscar Dean Wyatt High School. Continuó bajo su tutela y finalmente se convirtió en el pianista del coro.
Después de la muerte a tiros de un amigo, a los 15 años, Franklin regresó a la iglesia, donde nuevamente dirigió el coro. También cofundó un grupo de gospel, The Humble Hearts, que grabó una de las composiciones de Franklin y llamó la atención de la leyenda de la música gospel Milton Biggham, director musical del Georgia Mass Choir . Impresionado, Biggham lo reclutó para dirigir el DFW Mass Choir en una grabación de la canción de Franklin "Every Day with Jesus". Esto llevó a Biggham a contratar a Franklin, que tenía solo 20 años en ese momento, para dirigir el coro en la Convención del Taller de Música Gospel de América de 1990, una reunión de la industria.

## Antecedentes profesionales

### Coros (1992-2000)
En 1992, Franklin organizó "The Family", que era un coro de diecisiete voces, formado por amigos y asociados del vecindario. En 1992, Vicki Mack-Lataillade, cofundadora del incipiente sello discográfico GospoCentric, escuchó una de sus cintas de demostración e inmediatamente firmó con Kirk & The Family un contrato de grabación.

### Artista solista (2001-presente)
En 2001, produjo la banda sonora de la película Kingdom Come . La banda sonora incluyó a los artistas de gospel Mary Mary, Trin-i-tee 5: 7, Crystal Lewis y el grupo 1NC de Franklin, así como a los artistas principales Az Yet, Jill Scott, Tamar Braxton, Shawn Stockman de Boyz II Men y otros.
The Rebirth of Kirk Franklin fue lanzado en febrero de 2002 después de que Franklin trabajó en más canciones y modificó las canciones originales grabadas en vivo desde 2000 hasta octubre de 2001. Encabezó la lista de álbumes de gospel durante 29 semanas, fue el número 1 en la lista de álbumes de Hot R & B / Hip-Hop y fue certificado platino. El álbum contó con colaboraciones con Bishop TD Jakes, Shirley Caesar, Willie Neal Johnson, TobyMac, Crystal Lewis, Jaci Velásquez, Papa San, Alvin Slaughter y Yolanda Adams.
El 4 de octubre de 2005, Hero fue lanzado en los Estados Unidos. El álbum fue certificado Oro el 2 de diciembre de 2005 y Platino en diciembre de 2006 por la Recording Industry Association of America. Alcanzó el número 1 en los álbumes Billboard Top Christian y Top Gospel. El primer sencillo, «Looking for You», fue un éxito, al igual que «Imagine Me», que llegó a las listas de R&B. En los premios Grammy de 2007, Franklin ganó dos premios Grammy por Hero. Además, Hero fue el CD del año de los premios Stellar 2007.
El décimo álbum de Franklin, The Fight of My Life, fue lanzado en los Estados Unidos el 18 de diciembre de 2007. El álbum debutó en el Billboard 200 en el puesto 33 con 74.000 copias vendidas en la primera semana. Alcanzó el número 1 en las listas de álbumes Top Gospel y Top Christian de Billboard, y también alcanzó el puesto número 7 en la lista de álbumes Top R & B / Hip-Hop de Billboard. El primer sencillo, " Declaration (This is It) ", fue lanzado en 23 de octubre de 2007 y alcanzó el puesto 35 en la lista Billboard Hot R & B / Hip-Hop Songs.  El álbum cuenta con apariciones especiales de Rance Allen, Isaac Carree, TobyMac, Da 'TRUTH, Doug Williams (cantante) y Melvin Williams (cantante). La canción "Jesus" fue lanzada como el segundo sencillo del álbum en 2008 y fue enviada a la radio Urban AC el 15 de julio de 2008. En enero de 2010, después de que Haití sufriera un devastador terremoto, Franklin reunió a un grupo de artistas de gospel para cantar la canción que escribió, llamada «Are You Listening». Entre ellos estaban Yolanda Adams, Jeremy Camp, Shirley Caesar, Dorinda Clark-Cole, Natalie Grant, Fred Hammond, Tamela Mann, David Mann, Mary Mary, Donnie McClurkin, el obispo Paul S. Morton, J. Moss, Smokie Norful, Marvin Sapp, Karen Clark-Sheard, Kierra Sheard, BeBe Winans, CeCe Winans y Marvin Winans .
Franklin se desempeñó como anfitrión y coproductor ejecutivo de la serie original de BET Sunday Best y coanfitrión musical de The American Bible Challenge de GSN con Jeff Foxworthy. El undécimo álbum de estudio de Franklin llamado Hello Fear fue lanzado el 22 de marzo de 2011. El álbum incluye a Marvin Sapp, Mali Music, Marvin Winans, John P. Kee y Rance Allen . El primer sencillo, "I Smile", alcanzó el puesto 85 en el Billboard Hot 100, convirtiéndose en su primera aparición en esa lista en seis años.
En 2013, Franklin inició su propio sello discográfico, Fo Yo Soul Recordings, que está asociado con RCA Records, y ha firmado actos como The Walls Group y artistas como Tasha Page-Lockhart. Estos dos artistas recibieron diez Premio Stellar nominaciones en la 30ª premios estelares.  The Walls Group ganó siete premios, mientras que Page-Lockhart ganó tres y Franklin ganó dos más para su sello. 
En septiembre de 2015, Franklin anunció su duodécimo álbum de estudio, Losing My Religion, y el álbum fue lanzado el 13 de noviembre de 2015. El primer sencillo del álbum, "Wanna Be Happy?", Fue lanzado el 28 de agosto de 2015. Fue en este punto que Vinson Cunningham se refirió a él como un hombre exagerado cuando escribía para el New Yorker .
Franklin contribuyó al álbum Hiding Place de Tori Kelly, lanzado el 14 de septiembre de 2018. Tenían la intención de colaborar en una canción, pero se convirtió en un proyecto más grande.
El 25 de enero de 2019, Franklin lanzó su nuevo sencillo "Love Theory" y el video musical oficial de la canción. "Love Theory" es el primer sencillo de su decimotercer álbum de estudio, Long Live Love.
En febrero de 2019, se anunció que la competencia de canto de realidad de música gospel de BET, Sunday Best, regresaría de una pausa de cuatro años. Franklin repetiría su papel de anfitrión.
Después de que Trinity Broadcasting Network transmitiera los Premios GMA Dove 2019 el 20 de octubre de 2019, Franklin comentó que su discurso de aceptación fue editado para eliminar los comentarios que hizo en relación con el asesinato de Atatiana Jefferson por un oficial de policía. Afirmó que estaba boicoteando la entrega de premios en el futuro, ya que no era la primera vez que editaban su discurso de aceptación para eliminar "las reflexiones sobre la violencia policial contra los afroamericanos". El presidente de GMA, Jackie Patillo, se disculpó con Franklin y GMA puso a disposición una versión sin editar del discurso, pero afirmó que fue una acción no intencional y que estaban intentando reducir el tiempo de ejecución para cumplir con un horario de dos horas. Varios otros artistas apoyaron el boicot de Franklin.

## Vida personal

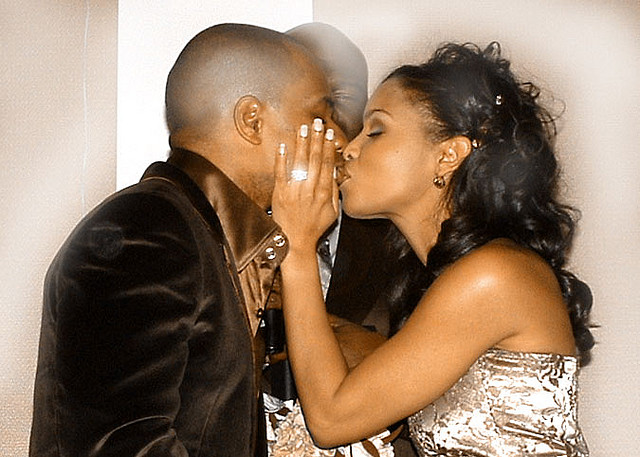
Kirk con su esposa en 2006

El 20 de enero de 1996, Franklin se casó con su amiga de mucho tiempo Tammy Collins. Cuando se casaron, cada uno tuvo un hijo de relaciones anteriores: el hijo de Franklin, Kerrion, nacido en 1988, y la hija de Collins, Carrington (a quien Franklin adoptó legalmente), nacida en 1989. Como pareja, tienen dos hijos juntos, una hija llamada Kennedy (nacida en 1997) y un hijo llamado Caziah (nacido en 2000). Carrington se comprometió con Maxx Nakwaasah en octubre de 2015.
En 2005, Franklin apareció con su esposa en The Oprah Winfrey Show para discutir cómo terminó con su adicción a la pornografía.

## Discografía

### Kirk Franklin y The Family
- 1993: Kirk Franklin & The Family
- 1995: Kirk Franklin & the Family Christmas
- 1996: Whatcha Lookin' 4

### Kirk Franklin's Nu Nation
- 1997: God's Property from Kirk Franklin's Nu Nation
- 1998: The Nu Nation Project

### Kirk Franklin y 1 Nation Crew
- 2000: Kirk Franklin Presents 1NC

### Kirk Franklin
- 2002: The Rebirth of Kirk Franklin
- 2005: Hero
- 2007: The Fight of My Life
- 2011: Hello Fear
- 2015: Losing My Religion
- 2019: Long Live Love

## Premios
Franklin ha recibido muchos premios, incluidos Grammys, GMA Dove Awards, BET Award, Soul Train Awards y Stellar Awards.

## Otras lecturas
- Franklin, Kirk (1998). Church Boy. Thomas Nelson. ISBN 0-8499-4050-8.
- Waldron, Clarence (29 de octubre de 2007). «Kirk Franklin's new mission: finding gospel's next superstar and boosting the music's appeal». Jet 112 (17): 60(5).
- Slagle, Dana (26 de diciembre de 2005). «Kirk Franklin healed from 20-year addiction; filled with Christmas joy». Jet 108 (26): 52(6).
- «Kirk Franklin's Joyful Noise». Guideposts. 1997.